# Paul Scheer (General)
Paul Albert Scheer (* 4. April 1889 in Prüm; † 29. Januar 1946 in Kiew) war ein deutscher Polizeioffizier, zuletzt Generalleutnant der Polizei und SS-Gruppenführer im Zweiten Weltkrieg.

## Leben
Scheer war der Sohn eines Apothekers. Er absolvierte die Schulen in seiner Heimatstadt und wurde danach Berufssoldat. Er trat Ende August 1907 in das Rheinische Fußartillerie-Regiment Nr. 8 ein, mit dem er am Ersten Weltkrieg teilnahm; zuletzt im Rang eines Hauptmanns. Nach dem Krieg wurde er Mitglied im Deutschvölkischen Schutz- und Trutzbund und betätigte sich ab dem Frühjahr 1919 beim Grenzschutz Ost. Im Februar 1920 wurde er offiziell aus dem Heer entlassen. Danach besuchte er eine Handelsschule und absolvierte eine kaufmännische Ausbildung in Koblenz.
Anfang August 1921 trat er in den Dienst der Schutzpolizei in Koblenz ein und war in den folgenden Jahren als Hundertschaftsführer, u. a. in Dortmund und Düsseldorf tätig. Von Oktober 1928 bis Dezember 1933 war er Ausbilder an der Polizeischule Bonn.
Nach der Machtübergabe an die Nationalsozialisten wurde er Anfang Mai 1933 Mitglied der NSDAP (Mitgliedsnummer 3.144.248). Ab Anfang Januar 1934 war er Kommandeur der Schutzpolizei in Duisburg, ab April dieses Jahres in gleicher Funktion in Mühlheim-Oberhausen bzw. ab Anfang Dezember 1937 in Bochum. Als Kommandeur einer Einheit der Ordnungspolizei nahm er im März 1938 am Anschluss Österreichs teil und nach dem Münchener Abkommen Anfang Oktober 1938 am Einmarsch in das Sudetenland.
Nach Beginn des Zweiten Weltkrieges war er ab Mitte September 1939 Kommandeur der Schutzpolizei im Raum Kattowitz. Als SS-Standartenführer Anfang August 1940 in die SS übernommen (SS-Nummer 337.771) wurde er noch im selben Monat Befehlshaber der Ordnungspolizei (BdO) Saar-Lothringen mit Dienstsitz Saarbrücken. Ab Mai 1941 fungierte er als BdO Wiesbaden. Während des Deutsch-Sowjetischen Krieges war er von Ende Oktober 1941 Kommandeur der Ordnungspolizei (KdO) in Kiew unter dem Höheren SS- und Polizeiführer Russland-Süd. Von Mitte März 1943 bis Juli 1944 war er BdO Frankreich mit Dienstsitz Paris. Bald nach der Landung der Alliierten in der Normandie wurde seine Dienststelle aufgelöst und Scheer an seinen Wohnort Kattowitz versetzt. Als SS-Führer leitete er im Januar/Februar 1945 den Auffangstab „Grenzen Niederschlesien“ im Gebiet Kamenz/Zittau. Ab dem 20. Februar 1945 war er BdO im Bereich Heeresgruppe Mitte. In dieser Funktion geriet er am 9. Mai 1945 bei Tábor in sowjetische Kriegsgefangenschaft und wurde im Kriegsgefangenenlager 27 in Krasnogorsk interniert.
Vom 17. bis zum 28. Januar 1946 musste sich Scheer mit weiteren 14 Angeklagten, darunter auch Generalleutnant Karl Burckhardt (u. a. Wehrmachtskommandant von Kiew), vor einem sowjetischen Militärtribunal wegen der Beteiligung an Kriegsverbrechen verantworten. Ihm wurde insbesondere die Teilnahme „an der Ermordung von 75000 Zivilisten, v. a. Juden, und an der Verschleppung von 25000 Sowjetbürgern aus dem Gebiet Kiew zur Zwangsarbeit“ vorgeworfen. Scheer, seinerzeit KdO in Kiew, gab in dem Verfahren zu seiner Verteidigung an, dass die Morde an Juden bereits zu seinem Dienstantritt weitestgehend abgeschlossen waren und er danach nur auf höheren Befehl noch vereinzelt Judenmorde im Rahmen seiner Kommandeurstätigkeit angeordnet hätte. Ab Februar 1942 seien Judenmorde nach Verlegung der Einsatzgruppen durch ihm unterstellte Einheiten der Sicherheitspolizei durchgeführt worden. Mit weiteren elf Beschuldigten wurde er in dem Schauprozess zum Tod durch den Strang verurteilt und hingerichtet. Drei weitere Angeklagte wurden zu 20 Jahren Arbeitslager verurteilt.
Ab Februar 1928 war er mit Marie-Theres Schulte (1905–1997) verheiratet.

## Auszeichnungen
| Scheers Militär-, Polizei- und SS-Dienstgrade      | Scheers Militär-, Polizei- und SS-Dienstgrade |
| Datum                                              | Rang                                          |
| -------------------------------------------------- | --------------------------------------------- |
| März 1918                                          | Hauptmann                                     |
| August 1921                                        | Polizeihauptmann                              |
| April 1928                                         | Polizeimajor                                  |
| August 1936                                        | Oberstleutnant der Schutzpolizei              |
| April 1938                                         | Oberst der Schutzpolizei                      |
| August 1940                                        | SS-Standartenführer                           |
| April 1941                                         | SS-Oberführer                                 |
| 9. Dezember 1941                                   | SS-Brigadeführer                              |
| 9. Dezember 1941 (mit Wirkung vom 1. Oktober 1941) | Generalmajor der Polizei                      |
| 26. Februar 1944                                   | SS-Gruppenführer                              |
| 26. Februar 1944 (Mit Wirkung vom 1. Januar 1944)  | Generalleutnant der Polizei                   |

- Eisernes Kreuz II. und I. Klasse[5]
- Kriegsverdienstkreuz II. und I. Klasse mit Schwertern[5]
- Schlesischer Adler I. und II. Stufe[5]
- Julleuchter der SS[5]
- Totenkopfring der SS[5]
- SS-Ehrendegen[5]